# Ericeia terrena
Ericeia terrena är en fjärilsart som beskrevs av Paul Mabille 1882. Ericeia terrena ingår i släktet Ericeia och familjen nattflyn. Inga underarter finns listade i Catalogue of Life.